# Dries De Zaeytijd
Dries De Zaeytijd (Izegem, 25 oktober 1982) is een Belgische historicus en auteur van verschillende wielerhistorische boeken en artikelen. 

## Biografie
Dries De Zaeytijd studeerde geschiedenis aan de Katholieke Universiteit Leuven en studeerde er in 2006 af. Hij werkte enige tijd als opleidingscoördinator vooraleer hij in 2009 actief werd in het toenmalige Nationaal Wielermuseum in Roeselare, intussen omgedoopt tot KOERS. Museum van de Wielersport. Hij is verbonden aan het museum als wetenschappelijk medewerker waar hij onder meer in staat voor de uitgave van Etappe. Magazine over historische fietshelden, een jaarlijkse uitgave met historische en wielergerelateerde artikels van KOERS. Naast de redactie is hij ook de auteur van een of meer artikelen per magazine. Daarnaast is hij (co-)auteur van verschillende wielerhistorische werken, meestal n.a.v. jubileumvieringen van een wielerwedstrijd of wielerploeg.

## Boeken
- 2012 : Bevoorrading. Verhalen uit de buik van het peloton (met Thomas Ameye en Claudia Allemeersch)
- 2015 : 100 Koolskamp Koers (met Thomas Ameye en Patrick Cornillie)
- 2015 : Koers is Religie (met Thomas Ameye)
- 2016 : E3 Harelbeke. Excentrieke klassieker (met Thomas Ameye en Patrick Cornillie)
- 2018 : Het mooiste van KOERS. Museum van de Wielersport (met Benedict Vanclooster en Thomas Ameye)
- 2018 : 25 jaar kweekvijver van koerstalent. Van Vlaanderen 2002 tot Sport Vlaanderen-Baloise (met Fons Leroy)
- 2019 : 75 Dwars door Vlaanderen (met Tieneke Van de Velde en Thomas Ameye)
- 2022 : De wielerwereld aan je voeten. Het verhaal van veloschoenmakerij Camiel Thomas (1922-2007)

- Library of Congress Control Number: n2016044136
- Virtual International Authority File: 416147266837835482136